# كارلوس جونجورا
كارلوس جونجورا (مواليد 25 أبريل 1989) هو ملاكم إكوادوري، مثّل بلاده في الألعاب الأولمبية الصيفية في دورتي 2008 و2012.

## روابط خارجية
كارلوس جونجورا على موقع بوكس ريك (الإنجليزية) (registration required)
- كارلوس جونجورا على موقع اللجنة الأولمبية الدولية (الإنجليزية)
- كارلوس جونجورا على موقع أوليمبيديا (الإنجليزية)